# Ленинградская область в Великой Отечественной войне

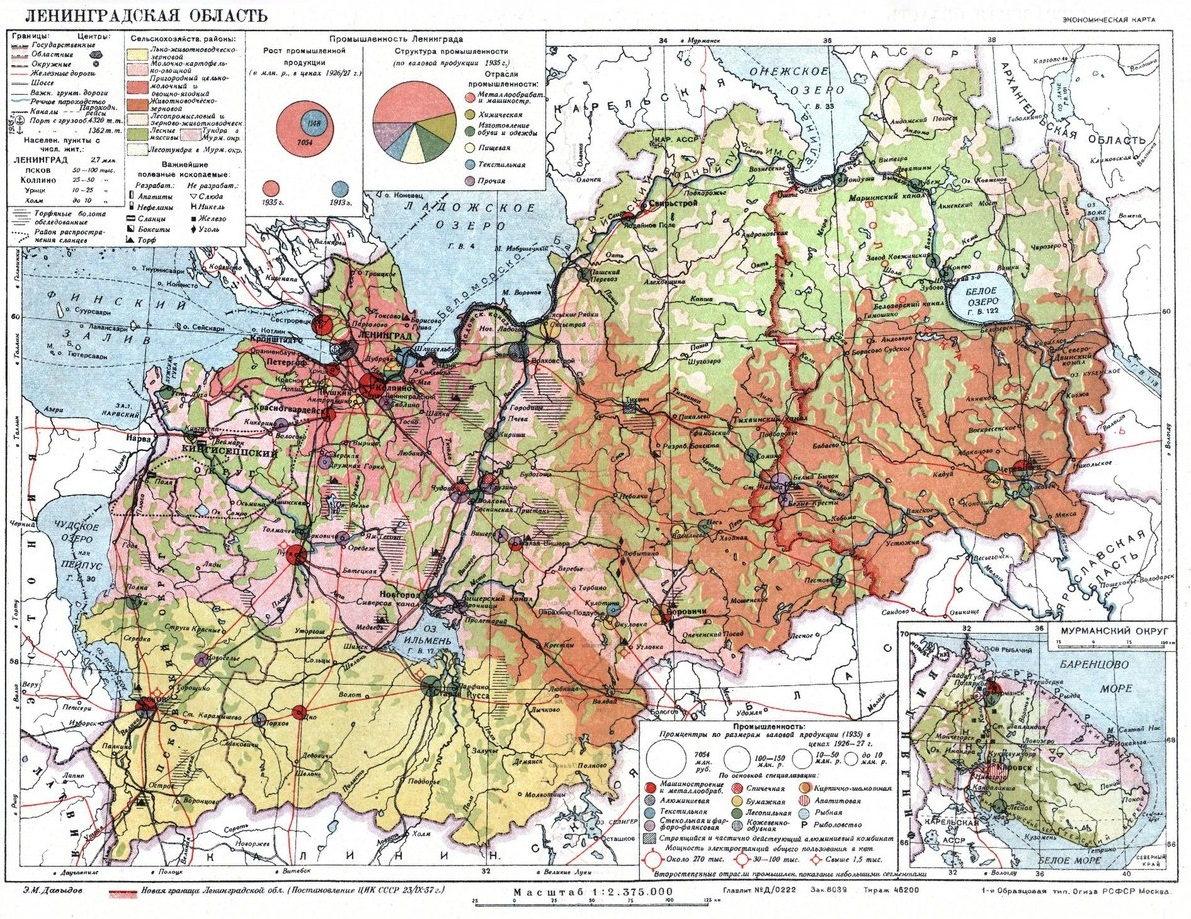
Территория Ленинградской области к 1938 году (иллюстрация из БСЭ, 1-е изд., т. 36, 1938 г.).

Ленинградская область в годы Великой Отечественной войны имела иные очертания. Она включала в себя Псковскую и Новгородскую области, а также территорию современного Санкт-Петербурга (до 1991 года — Ленинград), но исключала север Карельского перешейка (Выборгский и Приозерский районы) и Принаровье (Ивангород).
Центральным событием Ленинградской области в годы Великой Отечественной войны стала Битва за Ленинград, которая сопровождалась блокадой.
Первые бои развернулись на Лужском рубеже уже в июле 1941 года и продлились около месяца. Луга была захвачена немцами 24 августа. Одновременно на Карельском перешейке началось продвижение Финской армии. 21 августа финны захватили Кексгольм (ныне Приозерск), 29 августа — Выборг, а 31 августа — Териоки (ныне Зеленогорск).

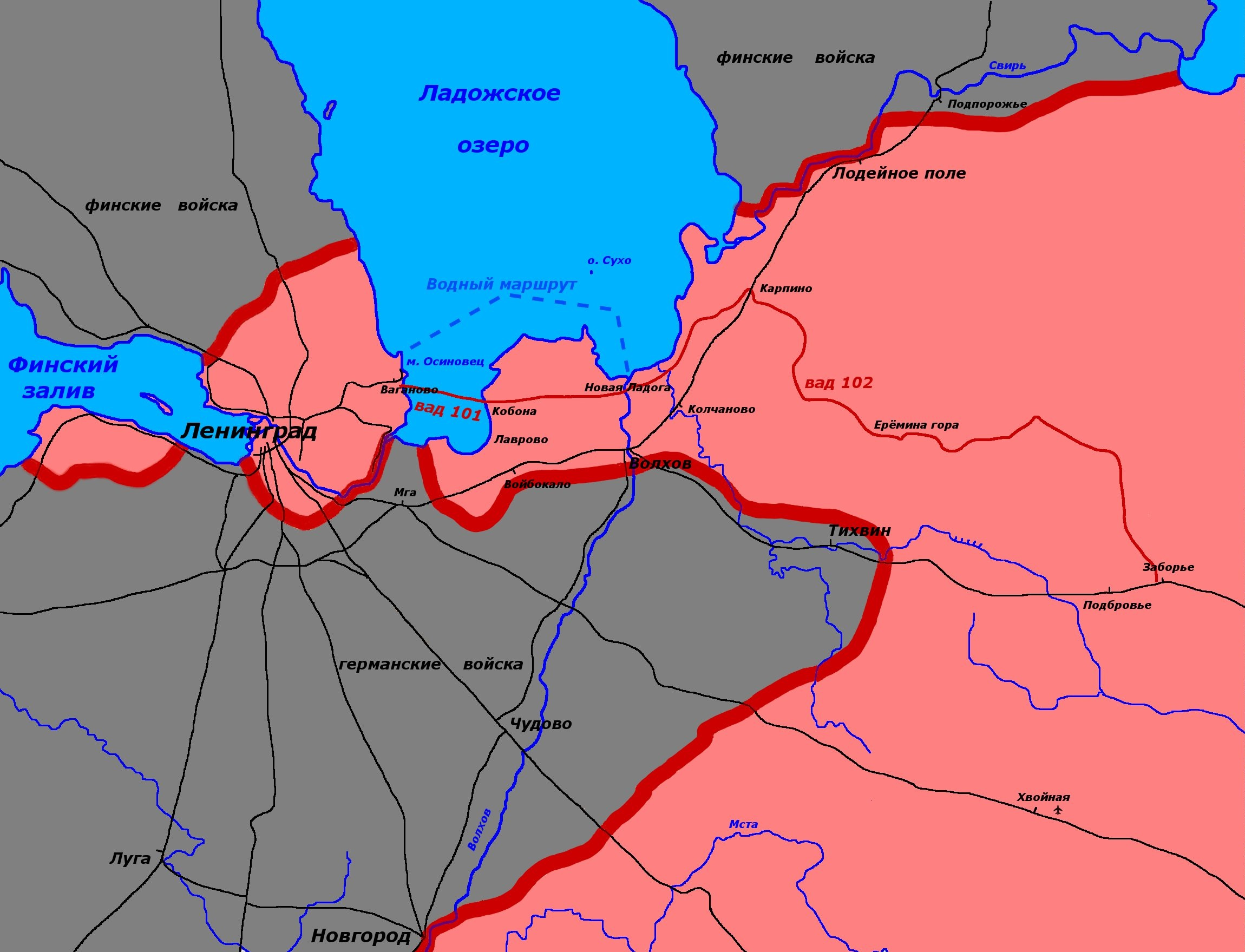
Карта оккупации Ленинградской области немецко-финскими войсками к концу 1941 года (показана «Дорога жизни»: водный маршрут в период навигации и ледовый — ВАД № 101 — в период ледостава).

8 сентября немецкие войска взяли Шлиссельбург, положив начало блокаде Ленинграда. Безуспешные контратаки советских войск в районе Синявинских высот были предприняты ещё 10 сентября. 16 октября немецкие войска форсировали реку Волхов и 23 октября заняли Будогощь. 9 ноября немецкие войска уже были в Тихвине, однако уже спустя месяц в результате Тихвинской операции советские войска вернули себе контроль над этим городом. Крайней точкой продвижения немецких войск на восток Ленинградской области стал Киришский плацдарм, образованный в декабре 1941 года. Тогда же в южном Приладожье был сформирован Волховский фронт.
На оккупированной части территории Ленинградской области было весьма широкое партизанское движение. Партизаны вели активную разведку в интересах РККА, наводили советскую авиацию на военные объекты и железнодорожные узлы, совершали многочисленные диверсии, спасали население от угона в Германию, вели борьбу с изменниками Родины.
Операция «Искра» в январе 1943 года положила конец блокаде Ленинграда, однако попытка развить наступление в феврале успехом не увенчалась. Лишь «Январский гром» 1944 года привел к освобождению Красногвардейска (Гатчины). 12 февраля 1944 года в ходе Новгородско-Лужской операции Луга была освобождена.